# Fabrizio Lai
Fabrizio Lai (Rho, 14 de diciembre de 1978) es un piloto de motociclismo italiano, que participó en el Campeonato del Mundo de Motociclismo.

## Biografía
Su carrera en el motociclismo internacional comenzço con la participación durante algunos años en el campeonato Europeo Velocidad de la categoría de 125cc. En la edición del 1999 se clasifica el 14.º; en el 2000 4.º y en el 2002, 16.º. En 2002 gana también el título nacional, que revalida al año siguiente.
Su debut en el Mundial llegó en la temporada 2001 en Valencia en 125cc a bordo de una Rieju sin lograr concluir la carrera por un accidente.
En la temporada 2002, pilota en dos ocasiones una Honda con el equipo Semprucci Angaia Racing sustituyendo a Noboru Ueda, sumando 2 puntos en la clasificación mundial.
En la temporada siguiente, corrió como piloto titular para el mismo equipo, obteniendo 10 puntos al final de la temporada. En 2004, ficha por el equipo Metis Gilera Racing con una Gilera 125 GP, donde obtuvo el primer podio de su palmarés en el Gran Premio del Japón.
La temporada 2005 fue la mejor de su carrera, con tres podios en la temporada y logrando el sexto puesto de la clasificación de 125 a bordo de una Honda RS 125 R del equipo Kopron Racing World.
En el 2006 corrió nuevamente con una Honda en el equipo Valsir Seedorf Racing y con Michele Conti como compañero de equipo. Su mejor posición sería una tercera posición en el Gran Premio de Francia.
Al año siguiente, ascendió a 250, corriendo con una Aprilia RSV 250 del equipo Campetella Racing, equipo en el cual se quedó también en el 2008 pero con motos de la marca Gilera.
En el 2009 participó en el campeonato mundial Supersport con una Honda CBR600RR del equipo Echo CRS Grand Prix. El 25 de mayo, después de seis carreras disputadas y una vigésima posición como mejor resultado a Kyalami, fue sustituido por Fabrizio Perotti.
En el 2010 disputó el campeonato italiano Supersport siempre con la Honda CBR600RR del equipo Echo CRS. Ese mismo año participó en tres pruebas del mundial Superbike como sustituto de Broc Parkes, con el mismo equipo con el cual corría en Italia. Obtuvo 2 puntos, fruto de un 14.º puesto en la carrera 2 del Gran Premio de Italia en Imola.
En el 2011 fichó por el equipo Echo Deporte Racing para correr el campeonato italiano Superbike concluyendo en el séptimo puesto y, como piloto invitado, en el Gran Premio de Monza en el mundial de Superbikes, obteniendo un punto en carrera 2. Sustituyó a continuación al piloto Rubén Xaus en el equipo Castrol Honda.
En el campeonato italiano Superbike 2012, gracias a 5 podios en 6 carreras, obtiene el cuarto lugar de la clasificación con la Ducati 1198 del equipo Althea Racing by Echo.
En el 2013 participa en el campeonato italiano Superbike con la Kawasaki del equipo Pedercini; para el mismo equipo corre también el gran Premio de Monza del Mundial de Superbikes con la Ninja ZX-10R, en sustitución de Alexander Lundh.

## Resultados por temporada[7]
| Año  | Clase | Moto     | 1       | 2       | 3       | 4       | 5       | 6      | 7       | 8       | 9      | 10     | 11     | 12      | 13      | 14     | 15      | 16     | 17      | 18      | Pts. | Pos. |
| ---- | ----- | -------- | ------- | ------- | ------- | ------- | ------- | ------ | ------- | ------- | ------ | ------ | ------ | ------- | ------- | ------ | ------- | ------ | ------- | ------- | ---- | ---- |
| 2001 | 125cc | Rieju    | JPN -   | RSA -   | SPA -   | FRA -   | ITA -   | CAT -  | NED -   | GBR -   | GER -  | CZE -  | POR -  | VAL Ret | PAC -   | AUS -  | MAL -   | BRA -  |         |         | 0    | -    |
| 2002 | 125cc | Honda    | JPN -   | RSA -   | SPA -   | FRA -   | ITA -   | CAT -  | NED 23  | GBR 14  | GER -  | CZE -  | POR -  | BRA -   | PAC -   | MAL -  | AUS -   | VAL -  |         |         | 2    | 34.º |
| 2003 | 125cc | Malaguti | JPN 16  | RSA 18  | SPA 23  | FRA Ret | ITA Ret | CAT 19 | NED 14  | GBR Ret | GER 15 | CZE 18 | POR 12 | BRA 24  | PAC 18  | MAL 17 | AUS 13  | VAL 18 |         |         | 10   | 25.º |
| 2004 | 125cc | Gilera   | RSA 21  | SPA 13  | FRA 20  | ITA Ret | CAT NP  | NED NP | BRA Ret | GER Ret | GBR 14 | CZE 15 | POR 12 | JPN 2   | QAT 5   | MAL 5  | AUS Ret | VAL 15 |         |         | 53   | 16.º |
| 2005 | 125cc | Honda    | SPA 3   | POR 4   | CHN 2   | FRA Ret | ITA 8   | CAT 10 | NED 18  |         | GBR 3  | GER 7  | CZE 6  | JPN 10  | MAL 7   | QAT 10 | AUS 12  | TUR 7  | VAL 7   |         | 141  | 6.º  |
| 2006 | 125cc | Honda    | SPA Ret | QAT 14  | TUR 13  | CHN 8   | FRA 3   | ITA 11 | CAT 10  | NED Ret | GBR 11 | GER 11 |        | CZE 10  | MAL 11  | AUS 8  | JPN 11  | POR 7  | VAL Ret |         | 83   | 11.º |
| 2007 | 250cc | Aprilia  | QAT 12  | SPA 11  | TUR 10  | CHN 10  | FRA 12  | ITA 13 | CAT Ret | GBR 11  | NED 11 | GER 18 |        | CZE 12  | RSM Ret | POR 9  | JPN Ret | AUS 17 | MAL 20  | VAL Ret | 83   | 11.º |
| 2008 | 250cc | Gilera   | QAT 12  | SPA Ret | POR Ret | CHN 14  | FRA Ret | ITA 14 | CAT 15  | GBR 17  | NED 13 | GER 12 |        | CZE 17  | RSM 11  |        | JPN 15  | AUS 10 | MAL 11  | VAL Ret | 33   | 21.º |

| Color     | Resultado                                                               |
| --------- | ----------------------------------------------------------------------- |
| Oro       | Ganador                                                                 |
| Plata     | 2.ª plaza                                                               |
| Bronce    | 3.ª plaza                                                               |
| Verde     | Finalizó en los puntos                                                  |
| Azul      | Finalizó sin puntos                                                     |
| Azul      | NC - No clasificado                                                     |
| Violeta   | Ret - No terminó (Carrera)                                              |
| Rojo      | DNQ - No se clasificó                                                   |
| Negro     | DSQ - Descalificado                                                     |
| Blanco    | DNS - No empezó (carrera)                                               |
| Blanco    | WD - Retirado (fin de semana)                                           |
| Blanco    | C - Carrera cancelada                                                   |
| Sin color | DNP - Inscrito pero no participó                                        |
| Sin color | INJ - Lesionado                                                         |
| Sin color | EX - Excluido                                                           |
| Estado    | Resultado                                                               |
| Negrita   | Pole position                                                           |
| Cursiva   | Vuelta rápida                                                           |
| †         | Abandona, pero clasifica al completar el porcentaje requerido para ello |